# روبرت باد دواير
روبرت باد دواير (بالإنجليزية: Robert Budd Dwyer) (21 نوفمبر 1939 - 22 يناير 1987) هو وزير الخزانة الثلاثين في ولاية بنسلفانيا.
وكان عضواً في مجلس نواب ولاية بنسلفانيا من عام 1965 إلى 1971 عن الحزب الجمهوري، وعضواً في مجلس شيوخ ولاية بنسلفانيا من عام 1971 إلى 1981.
وتولى منصب وزير الخزانة في ولاية بنسلفانيا في 20 يناير 1981 إلى أن انتخر بإطلاق الرصاص في مؤتمر صحفي، بعد اتهامه بالرشوة والفساد. 

## روابط خارجية
- روبرت باد دواير على موقع IMDb (الإنجليزية)
- روبرت باد دواير على موقع إن إن دي بي (الإنجليزية)
- روبرت باد دواير على موقع قاعدة بيانات الفيلم (الإنجليزية)